# Spiegelbild (Lied)
Spiegelbild ist ein Lied des deutschen Rappers Fler, das als erste Single aus dem Album Im Bus ganz hinten veröffentlicht wurde. Es erschien am 2. September 2011 über das Independent-Label Maskulin. Der Song war auf den Bravo Black Hits 25 erhalten. Auf der Single befindet sich ein Remix des Musikduos Die Atzen. Zudem ist der Bonustrack Nach eigenen Regeln 2 enthalten.

## Produktion
Der Beat zu der Single wurde von den Produzenten Beatzarre und Djorkaeff produziert.

## Titelliste der Single
| # | Titel                           | Gastmusiker             | Produzent               | Länge |
| - | ------------------------------- | ----------------------- | ----------------------- | ----- |
| 1 | Spiegelbild                     |                         | Beatzarre und Djorkaeff | 3:39  |
| 2 | Spiegelbild (Maskulin Remix)    | Silla, G-Hot und MoTrip | Beatzarre und Djorkaeff | 3:41  |
| 3 | Spiegelbild (Atzen Musik Remix) |                         | Die Atzen               | 3:03  |
| 4 | Nach eigenen Regeln 2           | G-Hot                   | Beatzarre und Djorkaeff | 3:33  |
| 5 | Spiegelbild (Instrumental)      |                         | Beatzarre und Djorkaeff | 3:39  |
| 6 | Spiegelbild (Musikvideo)        |                         | Bugi                    | 3:41  |

## Musikvideo
Am 25. Juni 2011 erschien das Musikvideo zum Song Spiegelbild. Im Video werden Szenen in einem Club sowie in einer Wohnung gezeigt. Bis heute erreichte das Musikvideo weit über zwei Millionen Aufrufe auf der Plattform YouTube.

## Chartplatzierungen
In den deutschen Singlecharts erreichte die CD Platz 38. In Österreich konnte sie sich auf Position 73 platzieren.
| ChartsChartplatzierungen | Höchstplatzierung | Wochen |
| ------------------------ | ----------------- | ------ |
| Deutschland (GfK)        | 38 (1 Wo.)        | 1      |
| Österreich (Ö3)          | 73 (1 Wo.)        | 1      |